# Bain de l'Enfant
 (octobre 2013).
Si vous disposez d'ouvrages ou d'articles de référence ou si vous connaissez des sites web de qualité traitant du thème abordé ici, merci de compléter l'article en donnant les références utiles à sa vérifiabilité et en les liant à la section « Notes et références ».

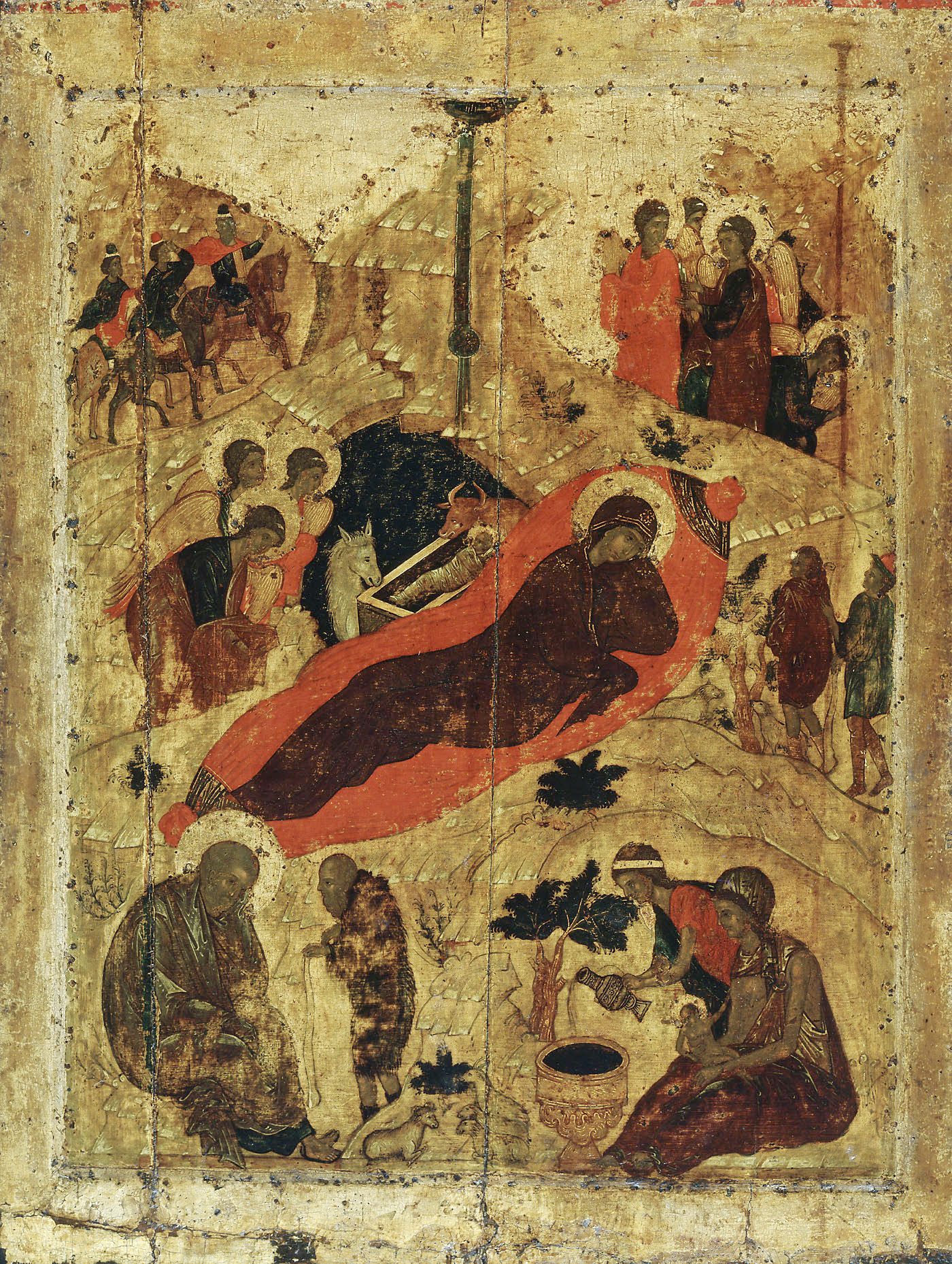
Nativité, cathédrale de l'Annonciation de Moscou. Le bain est préparé en bas à droite.

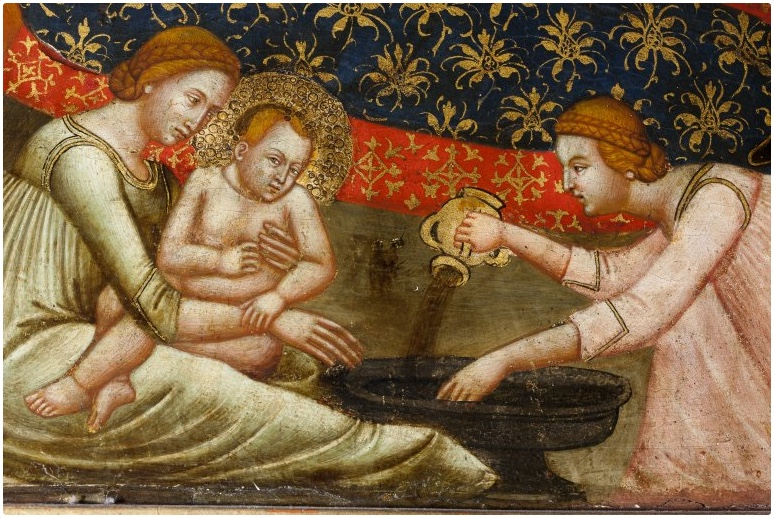
Bain de Jésus cathédrale Sainte-Cécile d'Albi

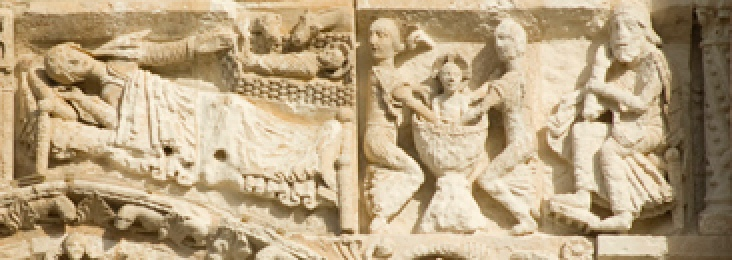
Un détail de la façade de l'église Notre-Dame la Grande de Poitiers

Le Bain de l'Enfant est un épisode des évangiles apocryphes, dont le contexte est rapporté dans le Protévangile de Jacques.
Le Dictionnaire encyclopédique de Marie le décrit comme suit : « Le protévangile de Jacques met en scène deux sages-femmes, dont l’une, Salomé, refuse de croire à la maternité virginale de Marie. Elle la vérifie par toucher, moyennant quoi sa main se dessèche sur le champ. Même s’il n’est pas question du bain de l’Enfant Jésus, il est lié à cet épisode. Deux ou trois sages-femmes lavent l'Enfant ».

## Représentations picturales
L'épisode a fait l'objet de nombreuses représentations picturales, notamment dans les icônes orthodoxes. L'enfant est en général baigné juste après sa naissance, et Marie est fréquemment endormie ; ainsi, sur un chapiteau de l’église Notre-Dame-la-Grande de Poitiers, on trouve Marie alitée et le bain de Jésus. 